# Walther von Dyck

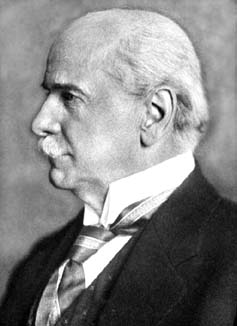
Walther von Dyck

Walther Franz Anton von Dyck (1856–1934) – niemiecki matematyk. Położył podwaliny pod rozwój kombinatorycznej teorii grup. 
Od jego nazwiska pochodzą terminy naukowe:
- język Dycka (przykład języka bezkontekstowego),
- twierdzenie Dycka,
- powierzchnia Dycka,
- ścieżki Dycka,
- graf Dycka,
- parkietaż Dycka.